# Station Drei Annen Hohne
Station Drei Annen Hohne is een station van de Harzer Schmalspurbahnen (HSB), en is een belangrijke verbindingsader van het hele spoorwegennet van de Harz. Het station verbindt de Harzquerbahn met de Brockenbahn. Het station is geopend in 1898, en wordt vooral gebruikt als overstapstation of als beginpunt voor toeristen om naar de Brocken te gaan.
Het station werd in 1898 gebouwd door de Nordhausen-Wernigeroder Eisenbahn-Gesellschaft (NWE), nadat de Harzquerbahn was geopend. Eerst heette het station Signalfichte en later Signalfichte–Hohne. Later kwam de naam Drei Annen Hohne, als verzamelnaam van de plaatsen Drei Annen en Hohne die in de directe omgeving van het station liggen.
Voor de normaalspoorverbinding naar Elbingerode werd een apart station gebouwd aan zuidelijke kant van het Harzquerstation. Door een tunnel werden de beide stations met elkaar verbonden. Het traject naar Elbingerode werd op 1 december 1965 stilgelegd. Het perron van het spoor naar Elbingerode wordt als fietspad gebruikt. Het stationsgebouw werd enkele jaren na de opheffing van de spoorverbinding als Mitropa-Gaststätte gebruikt maar is nu geheel vervallen.
In het jaar van de bouw van het Harzquerstation (het huidige station) werden er tegenover hotels gebouwd voor de toeristen. Later werden grote parkeerplaatsen gebouwd voor de bezoekers van de Brockenbahn.

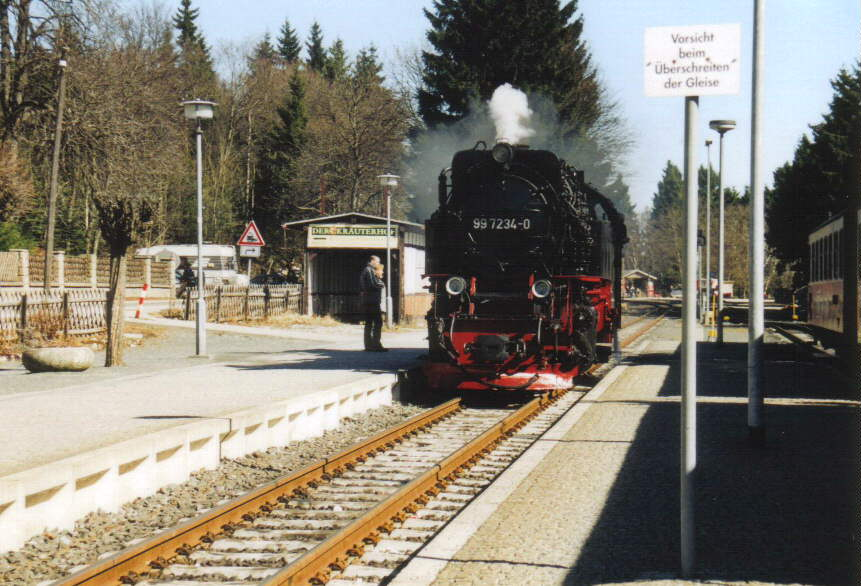
Stoomtrein 99 7234-0 rangeert over het station van Drei Annen Hohne.

Drei Annen Hohne · Schierke · Goetheweg · Brocken